# Мерлеак
Мерлеа́к (фр. Merléac, брет. Merleag) — коммуна во Франции, находится в регионе Бретань. Департамент — Кот-д’Армор. Входит в состав кантона Мюр-де-Бретань. Округ коммуны — Сен-Бриё.
Код INSEE коммуны — 22149.

## География
Коммуна расположена приблизительно в 400 км к западу от Парижа, в 95 км западнее Ренна, в 28 км к югу от Сен-Бриё.
Вдоль восточной границы коммуны протекает река Уст.

## Население
Население коммуны на 2016 год составляло 451 человек.
| 1962 | 1968 | 1975 | 1982 | 1990 | 1999 | 2010 | 2016 |
| ---- | ---- | ---- | ---- | ---- | ---- | ---- | ---- |
| 747  | 885  | 763  | 639  | 506  | 508  | 498  | 451  |

## Экономика
В 2007 году среди 293 человек в трудоспособном возрасте (15—64 лет) 214 были экономически активными, 79 — неактивными (показатель активности — 73,0 %, в 1999 году было 69,2 %). Из 214 активных работали 206 человек (112 мужчин и 94 женщины), безработных было 8 (3 мужчин и 5 женщин). Среди 79 неактивных 31 человек были учениками или студентами, 35 — пенсионерами, 13 были неактивными по другим причинам.

## Достопримечательности
- Часовня Сен-Жак в деревне Сен-Леон (XV век). Исторический памятник с 1908 года[3]

## Фотогалерея
- Часовня Сен-Жак
- Карта коммуны